# Imprimante à jet d'encre
 (juin 2018).
Si vous disposez d'ouvrages ou d'articles de référence ou si vous connaissez des sites web de qualité traitant du thème abordé ici, merci de compléter l'article en donnant les références utiles à sa vérifiabilité et en les liant à la section « Notes et références ».

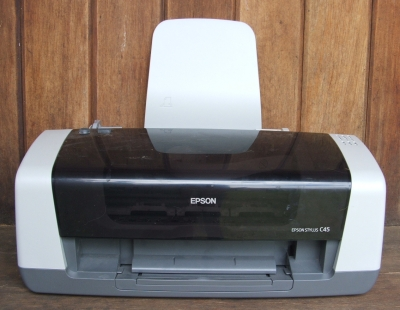
Une imprimante à jet d'encre de marque Epson.

L'imprimante à jet d'encre utilise l'encre liquide et autorise des rendus couleurs de qualité quasi photographique. Le jet d’encre permet d'imprimer sur des supports très variés (papier, céramique, verre, textile, plastiques mais aussi biscuits ou œufs avec des encres alimentaires…) mais également des supports en relief.
Contrairement à de nombreux autres procédés d’impression qui ont besoin d’une forme d’impression (écran pour la sérigraphie, plaque pour l'offset, cylindre gravé pour l'héliogravure, polymère pour la flexographie, tampon pour la tampographie…), il s'agit d'un procédé numérique qui n'a pas besoin de forme, ce qui lui permet de générer une nouvelle image à chaque imprimé, comme l'impression laser.

## Historique
Le jet d'encre a été développé par des informaticiens dans les années 1970, afin de proposer une autre sortie aux ordinateurs que la très bruyante imprimante matricielle (aussi appelée imprimante à aiguilles). Le jet d'encre a alors connu son essor en même temps que le développement de l'informatique grand public.
Le jet d'encre est un procédé d'impression sans contact dans lequel de très petites gouttes (de l'ordre du picolitre) d'encre sont projetées par des buses. Dans les années 1960, le Dr Sweet, de l'université Stanford, a montré qu'en appliquant une onde de pression à une buse, l'encre pouvait se séparer en gouttes uniformes. En chargeant l'encre électriquement ou non, on peut dévier le jet en le faisant passer dans un champ électrostatique (il s'agit du même principe que dans un tube cathodique).
On voit alors l'apparition du jet d'encre continu (continuous ink jet ou CIJ). Ce procédé d’impression est apparu dans les années 1970. La technique a tout d'abord été développée par des informaticiens, soucieux de trouver une sortie pour leurs ordinateurs. IBM a breveté cette technique dans les années 1970 et la première imprimante jet d’encre, l'IBM 4640 ink-jet, est sortie en 1976.
A la fin des années 1970, le professeur Carl Hellmuth Hertz de l'Université de Lund, en Suède, a développé la possibilité d'imprimer en niveaux de gris en faisant varier le nombre de gouttes par pixel. Cette invention a été brevetée par Iris Graphics and Stork. Elle permettait d'imprimer des images de plus grande qualité.
Peu après s'est développé le jet d'encre dit « goutte à la demande » ou en anglais drop on demand (DOD). La goutte n'est alors générée que si elle est désirée, puis apposée sur le substrat (généralement du papier), ce qui évite le dispositif complexe de déflection.
Les pionniers du DOD sont Zoltan, Kyser et Sears. Leur invention verra le jour en 1977 avec la Siemens PT-80 et en 1978 avec Silonics.

## Principe
L'impression se fait selon deux techniques :
- le jet en continu ou CIJ, de l'anglais continuous ink jet, lors duquel des gouttes d'encre sont continuellement éjectées de la tête d'impression et déviées vers le papier par des bobines magnétiques. Le reste de l'encre est récupéré et recyclé pour un nouveau cycle de jet ;
- la goutte à la demande ou DOD, de l’anglais drop on demand, lors duquel n'est éjectée que la quantité d'encre nécessaire à l'impression.

### Le jet continu
Le jet continu (en anglais Continuous inkjet ou CIJ) est un procédé dans lequel des gouttes sont générées de façon régulière en volume et fréquence. En fonction de l’image souhaitée, certaines de ces gouttes sont chargées électriquement et dirigées par un champ électrostatique vers le support à imprimer. Les gouttes non chargées ne sont pas dirigées vers le support ; elles sont alors récupérées dans une gouttière et réalimentent alors la tête d'impression. La qualité est moindre qu'en DOD mais les cadences bien plus élevées. On l'utilise notamment pour le marquage des produits alimentaires (numéro de lot, date de péremption…)
Il existe deux types de déflexion, binaire ou multiple :
- Dans la déflexion binaire, les gouttes sont soit chargées ou soit non.
- Pour la déflexion multiple, les gouttes sont chargées à différents paliers. Ceci permet une plus ou moins grande déflexion, chaque goutte atteignant le médium à un endroit dépendant de sa charge électrique.

Données techniques (2002) :
- Viscosité : environ 1 mPa s,
- Énergie de surface : 30 à 40 mN/m,
- Volume de la goutte : 10 pL,
- Vitesse d'éjection : environ 50 m/s,
- Fréquence : 1 MHz,
- Taille de l'orifice : de 40 à 75 µm.

### La goutte à la demande
Le procédé de loin le plus développé aujourd’hui est la « goutte à la demande » (Drop On Demand ou DOD), où chaque goutte est générée lorsqu’elle est désirée. C'est la technique la plus courante en bureautique ou SOHO (Small Office - Home Office) et permet une bonne qualité. Elle reste cependant plus lente que le CIJ.
On peut considérer quatre différentes méthodes d'éjection : piézo-électrique, thermique (en anglais bubble-jet), jet par clapet (en anglais valve-jet), et la thermofusion.
Le procédé piézo-électriquele plus développé et a été mis au point par Epson. Le réservoir d'encre est en contact avec un cristal piézo-électrique qui va convertir les impulsions électriques en force mécanique. Le cristal déforme la paroi à la suite d'une excitation électrique, et la surpression provoque l'éjection d'une gouttelette.
Le procédé thermique ou bubble jeten chauffant localement l'encre à environ 350 °C, on provoque une vaporisation locale de celle-ci et donc une surpression (un gaz prend près de 24 fois plus de place qu'un solide, selon les conditions). Comme précédemment, une goutte est éjectée pour répondre à ce déséquilibre. Cependant, ce type d'éjection pose certains problèmes, notamment à cause des contraintes thermiques que doit subir l'encre.
Le jet par clapet ou valve jetabandonné à cause de sa mauvaise qualité. Son principe résidait en des micro-valves commandées électroniquement qui permettaient ou non l'éjection de l'encre. Son application était essentiellement industrielle, pour imprimer de gros caractères. L'avantage était que le fait d'avoir un réservoir fermé permettait d'utiliser des solvants volatils et autorisait donc un séchage plus rapide.
La thermofusioninspirée du procédé piézo-électrique pour une encre solide qui doit être chauffée à environ 150 °C afin d'être éjectable. Au contact du média, l'encre se solidifie et donne alors une très bonne qualité d'impression. Cependant, l'encre étant en relief, elle s'use vite. Il est donc nécessaire d'avoir un bon liant.[réf. nécessaire]
Données techniques (2002) :
- Viscosité : 30 à 500 mPa s (2005),
- Énergie de surface : 30–50 mN/m (2005),
- Volume de la goutte : 3 à 20 pL avec la même buse,
- Vitesse d'éjection : environ 30 m/s,
- Fréquence : 30 à 40 kHz,
- Taille de l'orifice : 100 µm (2000) pour éviter à la buse de se boucher,
- Nombre de buses par tête d'impression : 1 000 (pour augmenter les vitesses).

## Types d'encres

### Colorants dissous
L'encre la plus courante est une encre à base de colorants dissous dans un solvant (un peu comme l'encre à l'eau des stylos à plume). Elle présente l'avantage d'être facile à manipuler et à gérer dans les buses de jet de l'encre, mais elle est très sensible à l'érosion et à la corrosion par les gaz (ce qui réduit considérablement la durée de vie des impressions).

### Encres à pigments
Plus proche de la peinture à l'huile, les encres à pigments comportent des particules colorées solides volumineuses (seulement quelques microns tout de même), parfois emballées dans une gaine de résine, qui sont simplement transportées par un fluide transparent et facilement évaporable.
Dans ce cas, l'encre a une très bonne tenue, une longue durée de vie. Mais, la gestion de l'encre est compliquée par des risques accrus de bouchage des buses de projection et il se produit parfois un phénomène de bronzing qui fait apparaître des reflets métalliques sous certains éclairages rasants.

### Encres conductrices
L’encre conductrice est composée de particules métalliques ou de polymères conducteurs. Cela permet par exemple d'imprimer des radio-étiquettes, étiquettes intelligentes qui améliorent la traçabilité des produits. Elles sont souvent comparées au code-barres mais ne nécessitent pas d'être visibles pour être lues.
Les circuits imprimés sont habituellement réalisés par photolithographie (photo-imaging) ou par sérigraphie (screen-printing). La technique jet d'encre peut également imprimer des circuits imprimés ; la qualité est moins bonne qu'avec les procédés classiques mais le coût est bien inférieur et la pollution moindre.

## Tête d'impression

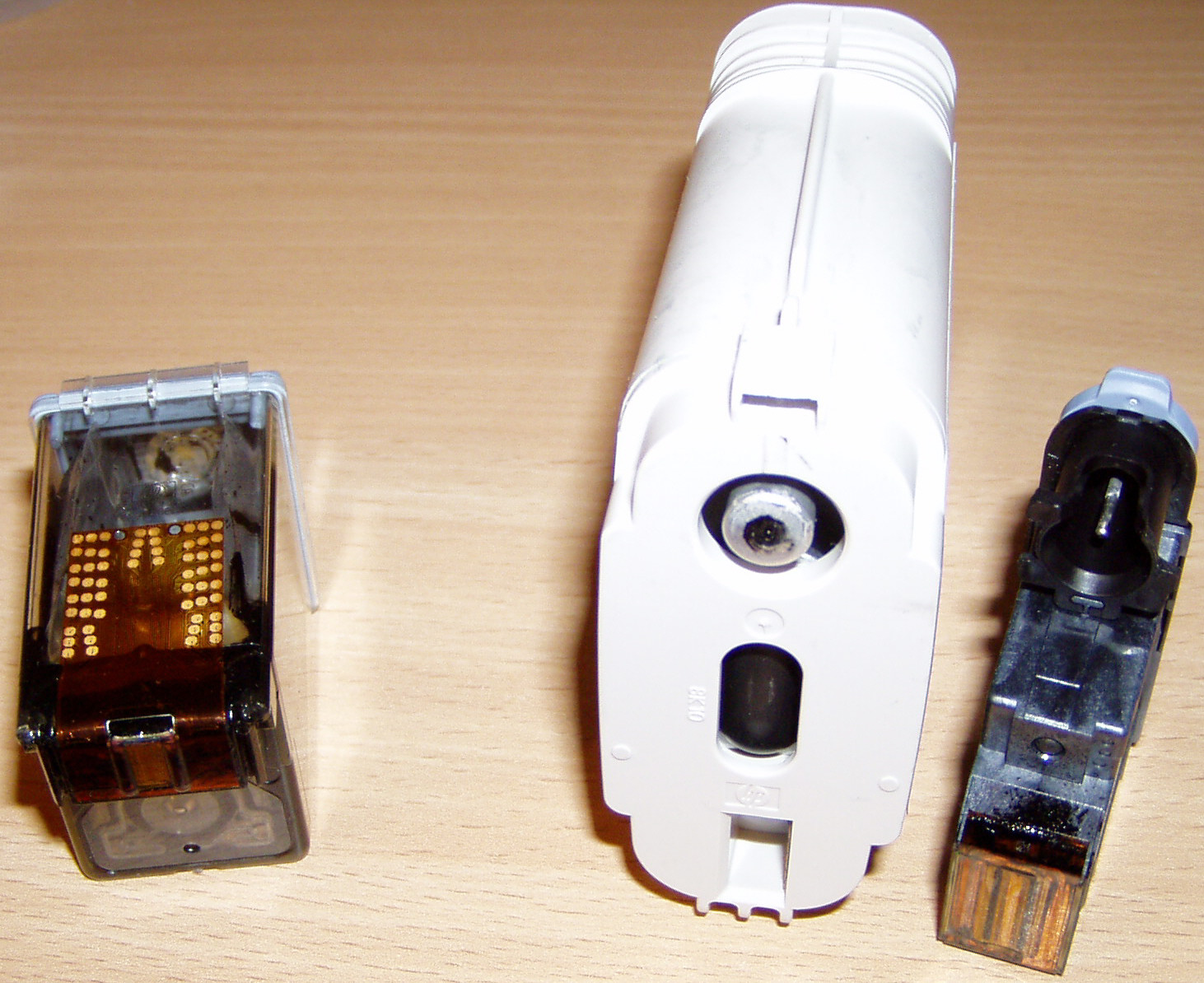
Cartouche à tête déportée à gauche. Cartouche d'encre et la tête embarquée associée à droite.

La tête d'impression est la partie de l'imprimante qui va projeter les gouttes d'encre sur le papier. Il existe deux types de conception concernant celle-ci : les têtes dites « embarquées » (en anglais fixed head) qui font partie intégrante de l'imprimante ou celles dites « déportées » (en anglais disposable head) qui font partie des cartouches d'impressions.
Hewlett-Packard et Lexmark privilégiaient, pour leurs imprimantes grand public, des têtes déportées. Mais ceux-ci ont rejoint les autres constructeurs et actuellement la quasi-totalité des imprimantes grand public jet d'encre sont à têtes embarquées.

### Tête embarquée
Les têtes d'impression embarquées (en anglais fixed head) sont conçues pour durer la vie de l'imprimante. Les cartouches d'encre se résument à un réservoir d'encre et sont donc d'un prix de revient plus faible. De même la qualité des têtes peut se permettre un prix de fabrication supérieur à des têtes d'impression à usage unique, permettant ainsi d'augmenter la qualité de l'impression. Cette technique rend le calibrage de positionnement entre les différentes couleurs primaires très stable. Cependant le risque, après une non-utilisation prolongée de l'imprimante, de voir les buses des têtes s'obstruer devient problématique, tout comme un endommagement ou un dysfonctionnement des têtes, car leur remplacement revient à un changement de pièce détachée qui peut être onéreux, surtout si une main-d'œuvre spécialisée est requise pour procéder au remplacement. Pire, si le remplacement des têtes n'a pas été pensé lors de la conception, le changement de l'imprimante entière peut s'imposer. Il faut également noter que le prix des imprimantes d'entrées de gamme grand public étant généralement plus faible qu'une réparation, les cas de réparation sont assez rares. Pour pallier ce problème, les constructeurs intègrent des cycles de nettoyage qui font circuler une petite quantité d'encre dans chaque buse des têtes afin de ne pas avoir d'encre stagnante qui risquerait de sécher. Ces cycles peuvent néanmoins augmenter la consommation d'encre jusqu'à 10 à 20 %, mais cela reste préférable au remplacement d'une tête. Il est à noter que ces cycles, souvent intégrés à la mise en marche de l'imprimante, sont plus économiques en laissant l’imprimante en veille, surtout que la plupart propose une veille basse consommation de moins d'un watt. En effet, la surconsommation d'encre des cycles de nettoyages à chaque allumage revient plus cher que la consommation électrique.

### Tête déportée

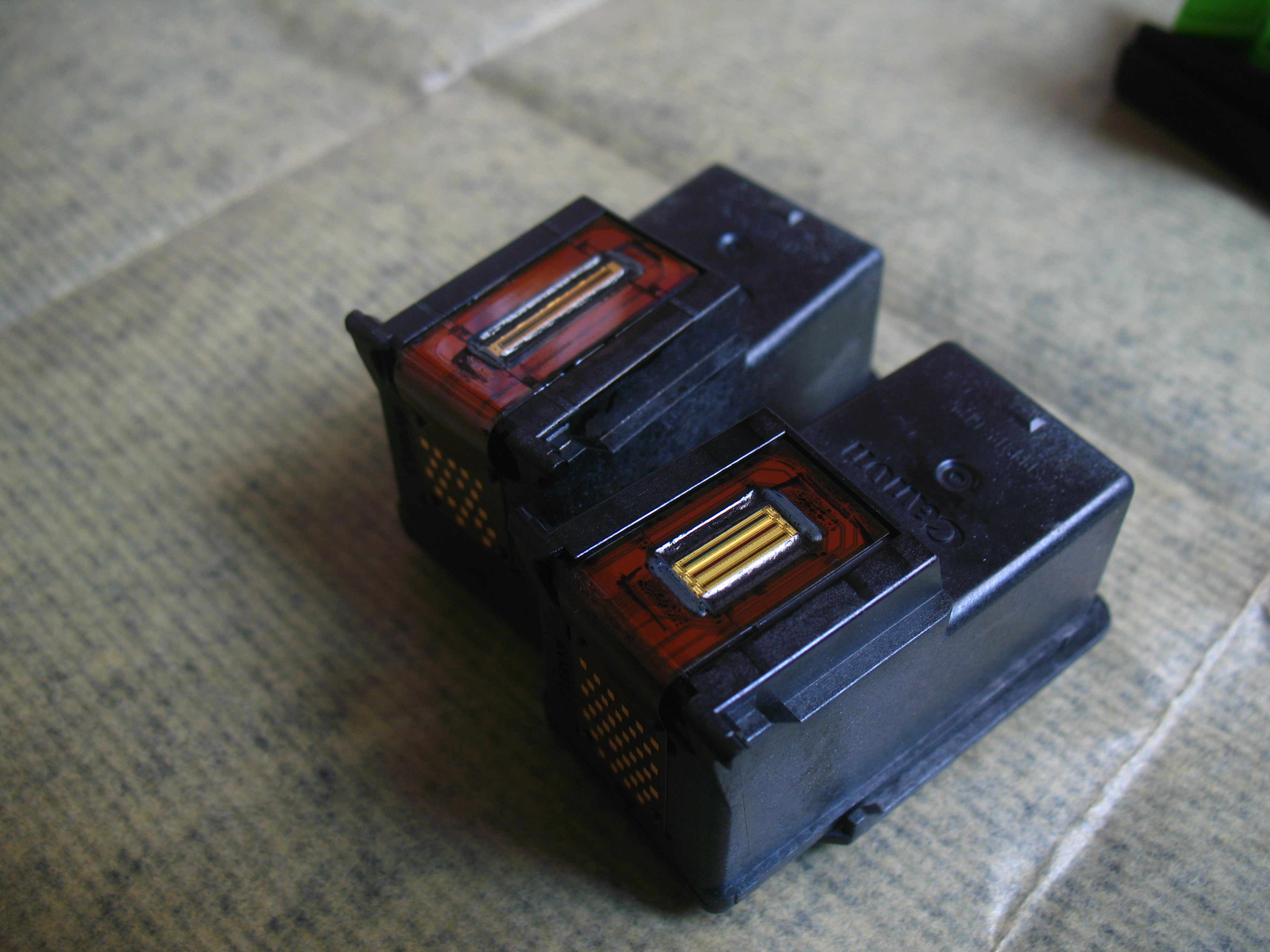
Tête d'impression déportée sur cartouches Canon noire (gauche) et tricolore (droite)

Les têtes d'impression déportées sont intégrées aux consommables et ne durent que le temps de la cartouche d'encre. Les cartouches intégrant les têtes sont généralement reconnaissables par la présence de multiples picots métalliques permettant de relier électriquement la cartouche à l'imprimante. Chaque changement de cartouche implique un remplacement des têtes d'impression. Les consommables sont donc plus chers car comportent une partie de la technique d'impression de l'appareil. La fabrication requiert également plus de précision ce qui la rend difficile pour ne pas rendre le prix des consommables excessif. Un calibrage est souvent nécessaire à chaque remplacement de cartouche, pour aligner la tête de la cartouche remplacée avec les cartouches déjà en place. En revanche, un obstruction des buses ou un dysfonctionnement des têtes se corrige facilement par le changement de la cartouche défectueuse par une neuve. Hewlett-Packard et Lexmark était traditionnellement les constructeurs qui privilégiaient ce type de tête, tout comme Canon dans ses premiers modèles. Mais actuellement, tous les constructeurs s'orientent vers des têtes embarquées.
Une technique mixte consiste à coupler un réservoir d'encre jetable relié à une tête interchangeable qui peut être remplacée moins fréquemment, par exemple toutes les 10 cartouches. Cela permet de réduire le coût des cartouches tout en bénéficiant de l'avantage de têtes d'impression remplaçables. La plupart des imprimantes gros volumes à jet d'encre de Hewlett-Packard utilisent une telle configuration. Kodak et Canon utilisent maintenant, dans la plupart de leurs modèles, des têtes d'impression remplaçables à prix raisonnable qui sont conçues pour durer toute la vie de l'imprimante, mais qui peuvent être remplacées par l'utilisateur si elles devaient s'obstruer.

## Applications
Le jet d'encre est le seul procédé d'impression sans contact. Cela lui permet d'imprimer sur divers objets.

### La bureautique
L'application la plus populaire du jet d'encre est la bureautique (Small Office/home Office ou SOHO). L'encre utilisée est généralement à base d'eau pour des raisons environnementales et de confort. Le procédé utilisé est le DOD, ce qui permet d'avoir une bonne qualité d'image mais des vitesses moindres qu'en CIJ.

### Épreuvage
Avant d'imprimer sur une presse offset ou autre (héliogravure, flexographie…), on teste généralement l'imprimé sur un système d'épreuvage analogique (Cromalin, Matchprint…) ou numérique (copieur calibré, jet d'encre…). Cela permet alors d'avoir une idée du rendu final à la condition que le système d'épreuvage simule l'engraissement provoqué par la presse offset (utilisation d'un profil ICC, pour les systèmes numériques, qui caractérise la presse qui sera utilisée pour l'impression). L'épreuvage peut être réalisé en jet d'encre DOD, qui donne de très bons résultats du point de vue de la qualité.

### Grande laize
Le jet d'encre est le seul procédé permettant d'imprimer de grandes laizes (largeurs). Actuellement, les laizes maximales sont de 5 mètres. Le jet d'encre « grande laize » permet d'imprimer de grandes affiches lors d'événements ponctuels, ou des bâches servant par exemple à masquer des travaux immobiliers (échafaudages et autres). De plus, ces impressions étant généralement des exemplaires uniques, il est impossible de les réaliser avec les procédés classiques.
La technique utilisée est généralement du jet d'encre DOD avec une encre à séchage ultraviolet, ce qui procure plus de résistance à l'encre (tenue à la lumière, résistance à l'abrasion…).

### Textile
Les textiles sont généralement imprimés en sérigraphie, sublimation thermique ou transfert. Le jet d'encre se positionne également sur le marché.
Il a l'avantage d'être très flexible sur la conception du fichier image et permet donc de s'affranchir de certaines contraintes techniques inhérentes aux métiers de l'imprimerie. L'impression jet d'encre sur textile permet de réduire les temps de production et d'augmenter la réactivité. La qualité de l'image imprimée est acceptable sur un textile blanc mais encore insuffisante sur un textile foncé ou noir à cause de la faible épaisseur d'encre déposée. La technique du jet d'encre obtient ses meilleurs résultats là où la sérigraphie rencontre des difficultés (quadrichromie) mais échoue sur les travaux les plus simples (ton direct - couleur unie). Sa vitesse est lente pour le moment mais en progrès grâce à la multiplication des buses de projection. Le coût des consommables est élevé (90 à 230 € le litre d'encre) et les machines spécifiques au textile trop récentes pour en connaître le réel coût de la maintenance.

### Marquage
Le CIJ est généralement utilisé pour le marquage des produits pour sa vitesse d'impression. En alimentaire, l'encre utilisée est à base d'alcool qui donne un séchage rapide. Les encres utilisées en conserveries doivent également être résistantes aux traitements (stérilisation à la vapeur sous pression à 125 °C pendant 25 minutes).
Le marquage est également présent dans l'automobile, l'électronique, l'industrie du câble, la construction aéronautique…

### L'impression personnalisée
En tant que procédé numérique, le jet d'encre permet de changer le design à chaque imprimé. Il peut donc s'attaquer au marché de l'impression personnalisée. On en voit bon nombre dans les publicités. Il devient possible de commander du vin avec une étiquette à son effigie, avoir des skins uniques…

### Giclée
Impression grand format en haute résolution, destinée à la reproduction de tableaux. Ce procédé a un excellent rendu et une bonne durabilité.

### Impression sur verre
Le procédé par jet d'encre est également utilisé pour la production industrielle de certains écrans à cristaux liquides qui demandent le dessin d'électrodes semi-transparentes de formes complexes. Dans ce cas, une encre spéciale est utilisée non pas pour ses propriétés colorantes (elle est aussi transparente que possible) mais pour sa conductivité électrique.

## Stratégie de commercialisation
Les fabricants d'imprimantes à jet d'encre grand public proposent des modèles à un prix bas, proche du coût de revient, puis vendent les cartouches avec une marge conséquente,. Pour préserver ces profits, ils déposent de nombreux brevets, renouvellent régulièrement les modèles de cartouches, les équipent de puces électroniques permettant de vérifier leurs « authenticité » et empêchant leur réutilisation, voire limitent le nombre de pages imprimables indépendamment de la quantité d’encre restante, et développent des services de réapprovisionnement en ligne automatique, etc. De même, le recyclage des cartouches fait l'objet de peu d'efforts de la part des fabricants.
Malgré cette tendance au verrouillage socio-technique, des offres de cartouches compatibles et des filières de collecte et de réemploi des cartouches usagées se sont mises en place. Il est ainsi possible de se procurer des cartouches à des prix bien inférieurs à ceux des cartouches d’origine, voire de les remplir soi-même. Une fois vides ou usées, elles peuvent être déposées auprès d'associations ou d'entreprises spécialisées.
En 2002, le Parlement européen s’est opposé à ces pratiques au motif qu'elles sont anti-écologiques :

« Le Parlement s’est employé en faveur de la promotion des techniques de réutilisation et de recyclage, orientation qui, à l’évidence, s’oppose aux pratiques de la plupart des fabricants, qui intègrent divers dispositifs électroniques (« puces intelligentes ») ayant pour effet d’empêcher la revalorisation ou le recyclage des équipements. Par exemple, des cartouches à jet d’encre destinées aux imprimantes ont été munies de ces dispositifs, de sorte qu’il soit impossible de les recharger. Afin de faire barrage à ces pratiques, le texte de la directive comporte un nouvel article prévoyant que, dès le stade de la production des appareils, une plus grande facilité de démontage et de recyclage doit être recherchée. En particulier, les dispositifs techniques empêchant la valorisation des équipements usagés devraient être évités. »

Plus récemment, de nouvelles imprimantes jet d'encre sans cartouches commercialement appelées sous le nom commercial de 《tank》 sont apparues depuis 2018.
Plus chères à l'achat, elles n'utilisent plus de cartouches d'encre, mais de l'encre liquide vendue en bouteille que l'on utilise pour remplir des réservoirs d'encre, elles sont souvent saluées pour leur coût à la page dérisoire.